# Maria Savina
Maria Andrejevna Savina (Russisch: Мария Андреевна Савина) (Moskou, 16 januari 1988) is een Russisch basketbalspeelster die uitkomt voor het nationale team van Rusland. Ze werd Meester in de sport van Rusland, internationale Klasse.

## Carrière
Savina begon haar carrière bij BK Moskou in 2006. In 2008 stapte ze over naar Tsjevakata Vologda. In 2009 ging Savina spelen voor Dinamo Novosibirsk. In 2012 stapte Savina over naar Spartak Peduniversiteit Penza. In 2013 ging ze spelen voor Jenisej Krasnojarsk. in 2014 verhuisde ze naar Energia Ivanovo. In 2015 keerde ze terug naar Tsjevakata Vologda. In 2016 stapte ze over naar Kazanotsjka Kazan. In 2017 ging ze spelen bij Spartak Noginsk. In 2018 verhuisde ze naar Dinamo Moskou. In 2022 keerde ze terug bij Dinamo Novosibirsk. In 2023 ging ze spelen voor Neftjanik Oblast Omsk.
Savina speelde met Rusland 3×3 op het FIBA 3x3 World Cup in 2012.